# Regering onder koning Willem I
Van 1815 tot 1830 vormden België en Nederland het Verenigd Koninkrijk der Nederlanden. In 1830 brak in België een opstand uit, die vrij snel een proces op gang bracht waardoor België een apart koninkrijk werd. Willem I weigerde zich daar lange tijd bij neer te leggen en hield het dure leger onder de wapenen. Mede daardoor raakten de staatsfinanciën in het slop. Pas in 1839 kwam er een verdrag, waarbij de afscheiding werd geregeld. Dit alles leidde in de Tweede Kamer tot steeds meer kritiek op de koning.
In 1840 kwam de koning met een Grondwetsherziening. Die herziening had weliswaar niet zo veel betekenis, maar liet toch de eerste tekenen van verandering zien: ministers werden ook zelf verantwoordelijk voor hun beleidsdaden. Toen er daarnaast ook nog eens bezwaar werd gemaakt tegen zijn voorgenomen huwelijk met een Belgische (katholieke) hofdame, trad de koning af.

## Ministers (Secretarissen van Staat)
- Secretaris van Staat:
  - Anton Reinhard Falck (conservatief voor 1848), van 16 maart 1815 tot 19 maart 1818
  - Godert Alexander Gerard Philip baron van der Capellen (conservatief voor 1848), van 21 september 1815 tot 11 oktober 1815
  - Jean Gijsberto baron de Mey van Streefkerk (conservatief voor 1848), van 28 december 1823 tot 12 november 1835
  - Gerrit Schimmelpenninck (conservatief voor 1848), van 4 november 1835 tot 22 september 1836
  - Hendrik Jacob baron van Doorn van Westcapelle (conservatief voor 1848), van 1 december 1836 tot 7 oktober 1840
- Minister van Buitenlandse Zaken:
  - Anne Willem Carel baron van Nagell van Ampsen (conservatief voor 1848), van 16 maart 1815 tot 16 mei 1824
  - Johann Gotthard ridder Reinhold (geen pol. stroming) a.i., van 1 januari 1824 tot 16 mei 1824
  - Willem Frederik graaf van Reede (conservatief voor 1848), van 16 mei 1824 tot 24 juni 1825
  - Patrice Claude Ghislain ridder de Coninck (conservatief voor 1848), van 23 juni 1825 tot 1 december 1825
  - Johan Gijsbert baron Verstolk van Soelen (conservatief voor 1848) a.i., van 1 december 1825 tot 10 maart 1826
  - Johan Gijsbert baron Verstolk van Soelen (conservatief voor 1848), van 10 maart 1826 tot 8 oktober 1840
- Minister van Justitie:
  - Cornelis Felix van Maanen (conservatief voor 1848), van 16 september 1815 tot 3 september 1830
  - Frederik Willem Floris Theodorus baron van Pallandt van Keppel (conservatief voor 1848) a.i., van 3 september 1830 tot 3 juli 1831
  - Cornelis Felix van Maanen (conservatief voor 1848), van 5 oktober 1830 tot 7 oktober 1840
- Minister van Binnenlandse Zaken:
  - Willem Frederik Röell (orangist), van 16 maart 1815 tot 21 februari 1817
  - Patrice Claude Ghislain ridder de Coninck (conservatief voor 1848), van 21 februari 1817 tot 1 januari 1820
  - Patrice Claude Ghislain ridder de Coninck (conservatief voor 1848), van 5 april 1825 tot 19 juni 1825
  - Pierre Louis Joseph Servais van Gobbelschroy (conservatief voor 1848), van 19 juni 1825 tot 1 januari 1830
  - Edmond Charles Guillaume Ghislain de la Coste (conservatief voor 1848), van 1 januari 1830 tot 22 oktober 1830
  - Hendrik Jacob baron van Doorn van Westcapelle (conservatief voor 1848) a.i., van 4 oktober 1830 tot 29 december 1831
  - Hendrik Jacob baron van Doorn van Westcapelle (conservatief voor 1848), van 29 december 1831 tot 1 december 1836
  - Hendrik Merkus baron de Kock (conservatief voor 1848), van 1 december 1836 tot 7 oktober 1840
- Minister van Binnenlandse Zaken, Waterstaat en Publieke Werken: Patrice Claude Ghislain ridder de Coninck (conservatief voor 1848), van 1 januari 1820 tot 30 maart 1824
- Minister van Binnenlandse Zaken, Waterstaat en Onderwijs: Patrice Claude Ghislain ridder de Coninck (conservatief voor 1848), van 30 maart 1824 tot 5 april 1825
- Minister van Onderwijs, Kunsten en Wetenschappen: Ocker Repelaer van Driel (conservatief voor 1848), van 16 september 1815 tot 19 maart 1818
- Minister van Publiek Onderwijs, Nationale Nijverheid en Koloniën: Anton Reinhard Falck (conservatief voor 1848), van 19 maart 1818 tot 30 maart 1824
- Minister van Financiën:
  - Cornelis Charles baron Six van Oterleek (conservatief voor 1848), van 6 april 1815 tot 11 april 1821
  - François Arnould Noël Simons (geen pol. stroming) a.i., van 11 april 1821 tot 1 mei 1821
  - Cornelis Theodorus Elout (conservatief voor 1848), van 1 mei 1821 tot 30 maart 1824
  - Jean Henry Appelius (conservatief voor 1848), van 30 maart 1824 tot 13 april 1828
  - Pieter Adrianus Ossewaarde (geen pol. stroming) a.i., van 12 april 1828 tot 10 juni 1828
  - Arnold Willem Nicolaas van Tets van Goudriaan (conservatief voor 1848), van 10 juni 1828 tot 6 januari 1837
  - Arnoldus van Gennep (conservatief voor 1848) a.i., van 10 januari 1837 tot 1 juni 1837
  - Gerard Beelaerts van Blokland (conservatief voor 1848), van 1 juni 1837 tot 30 september 1837
  - Gerard Beelaerts van Blokland (conservatief voor 1848) a.i., van 30 september 1837 tot 9 januari 1840
  - Arnoldus van Gennep (conservatief voor 1848) a.i., van 9 januari 1840 tot 1 augustus 1840
  - Jan Jacob Rochussen (conservatief voor 1848), van 31 juli 1840 tot 7 oktober 1840
- Minister van Oorlog:
  - Jan Willem Janssens (conservatief voor 1848), van 16 maart 1815 tot 16 september 1815
  - Friedrich Adrian graaf van der Goltz (conservatief voor 1848), van 21 september 1815 tot 27 februari 1818
  - Marinus Piepers (conservatief voor 1848), van 1 maart 1818 tot 30 september 1818
  - Alexandre Charles Joseph Ghislain graaf d'Aubremé (conservatief voor 1848), van 1 maart 1819 tot 2 juli 1826
  - Willem Frederik Karel Prins der Nederlanden, van 1 juli 1826 tot 25 december 1829
  - Dominique Jacques de Eerens (conservatief voor 1848), van 1 januari 1830 tot 1 oktober 1834
  - Hendrik Rudolph Trip (conservatief voor 1848) a.i., van 1 oktober 1834 tot 30 mei 1837
  - Hendrik Rudolph Trip (conservatief voor 1848), van 30 mei 1837 tot 1 januari 1840
  - Abraham Schuurman (conservatief voor 1848), van 1 januari 1840 tot 7 oktober 1840
- Minister van Marine:
  - Joan Cornelis van der Hoop (conservatief voor 1848), van 14 maart 1815 tot 13 maart 1825
  - Adam Anthony Stratenus a.i., van 13 maart 1825 tot 5 april 1825
  - Constantijn Johan Wolterbeek (conservatief voor 1848), van 1 januari 1830 tot 11 augustus 1840
- Minister van Marine en Koloniën:
  - Cornelis Theodorus Elout (conservatief voor 1848), van 5 april 1825 tot 1 oktober 1829
  - Jacques Jean Quarles van Ufford, a.i. van 1 oktober 1829 tot 1 januari 1830
  - Jean Chrétien Baud (conservatief voor 1848), van 10 augustus 1840 tot 7 oktober 1840
- Minister van Waterstaat en Publieke Werken: Charles Joseph hertog d'Ursel (conservatief voor 1848), van 16 september 1815 tot 1 juli 1819
- Minister van Waterstaat: Ocker Repelaer van Driel (conservatief voor 1848) a.i., van 1 juli 1819 tot 1 januari 1820
- Minister van Waterstaat, Nationale Nijverheid en Koloniën:
  - Pierre Louis Joseph Servais van Gobbelschroy (conservatief voor 1848), van 1 januari 1830 tot 4 oktober 1830
  - Gerard George Clifford (regeringsgezind), a.i. van 1 oktober 1831 tot 1 januari 1834
- Minister van Koloniën en Koophandel: Johannes baron Goldberg (conservatief voor 1848) a.i., van 16 maart 1815 tot 19 maart 1818
- Minister van Nationale Nijverheid en Koloniën: Cornelis Theodorus Elout (conservatief voor 1848), van 30 maart 1824 tot 5 april 1825
- Minister van Koloniën:
  - Arnoldus Brocx (conservatief voor 1848), a.i. van 1 januari 1834 tot 30 mei 1834
  - Johannes graaf van den Bosch (conservatief voor 1848), van 30 mei 1834 tot 1 januari 1840
  - Jean Chrétien Baud (conservatief voor 1848), van 1 januari 1840 tot 10 augustus 1840
- Minister van Zaken der rooms-katholieke Eredienst: Melchior Joseph François Ghislain baron Goubau d'Hovorst (n.v.t.), van 16 september 1815 tot 1 augustus 1826
- Minister van Zaken van de Hervormde en andere Erediensten, behalve die der rooms-katholieke: Frederik Willem Floris Theodorus baron van Pallandt van Keppel (conservatief voor 1848), van 19 maart 1818 tot 1 maart 1841